# Hjortfluga
Hjortfluga, Lipoptena cervi,  är en tvåvingeart som beskrevs av Carl von Linné 1758. Arten har i folkmun även kallats älgfluga eller älglus. Hjortfluga ingår i släktet Lipoptena och familjen lusflugor, Hippoboscidae. Flugan parasiterar på hjortdjur exempelvis älg, kronhjort och rådjur, där honan suger blod för näring och reproduktionen. Arten är reproducerande i Sverige. Inga underarter finns listade i Catalogue of Life.

## Beskrivning
En imago hjortfluga är mellan 5 och 7 millimeter lång och kroppsformen är flat. Flugan är mörkt brunröd ibland ljusare mot beige och har relativt stora transparenta vingar. Vingarna bryts av när flugan funnit sitt värddjur och den har då oftast bara små oregelbundna stumpar kvar av vingarna. Flugans lår är förtjockade och får flugan att se muskulös ut. Flugans fötter är försedda med rejäla klor.

## Livscykel
De imago flugorna börjar söka värddjur efter kläckningen i augusti–oktober. Flugan landar på sitt värddjur och bryter av sina vingar för att leva resten av sitt liv på värddjuret där den kryper in i pälsen och suger blod. Både hanar och honor livnär sig på blod men endast honorna bryter av sina vingar. Blodet används utöver näring till flugan också för att föda upp larverna. Honorna producerar en larv åt gången och behåller larven i kroppen under dess utveckling ända tills den är redo för förpuppning. Larven livnär sig på utsöndringar från en "mjölkkörtel" i sin mors livmoder. När honan föder larven är den förpuppningsfärdig och förpuppar sig genast på marken. Den är vit när den kommer ut men mörknar fort. De återfinns ofta i hjortdjurens legor. Honan kan producera larver så länge som tio månader om klimatet tillåter. Den släpper sina larver till marken och dessa blir puppor som sedan kläcks och blir flugor nästa höst. Den kan lätt ta miste på sina värddjur och andra stora däggdjur, även människor, vilket orsakar obehag. Oftast upptäcker den sitt misstag och kryper mest omkring innan den flyger vidare. Ibland upptäcker inte flugan misstaget och släpper sina vingar även på människor och försöker ibland livnära sig på vårt blod. Betten kan vara riktigt obehagliga och ge upphov till klåda och svullnad. Flugorna tros inte bära med sig några farliga virussjukdomar men kan vara bärare av bakterien Bartonella schoenbuchensis, som kan ge upphov till hudinfektioner, även hos människor. Flugorna kan dock inte använda människoblod för sin utveckling utan dör efter ett tag om de brutit av vingarna hos en människa.

## Utbredning
Arten förekommer i större delen av Europa, Sibirien bort till norra Kina, och även i Algeriet. Den har ofrivilligt introducerats i och är etablerad i östra USA.

## Bildgalleri

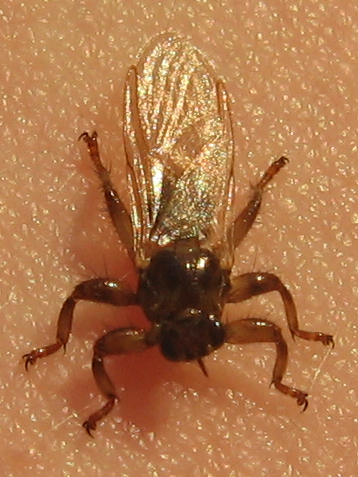
Fluga med vingarna kvar
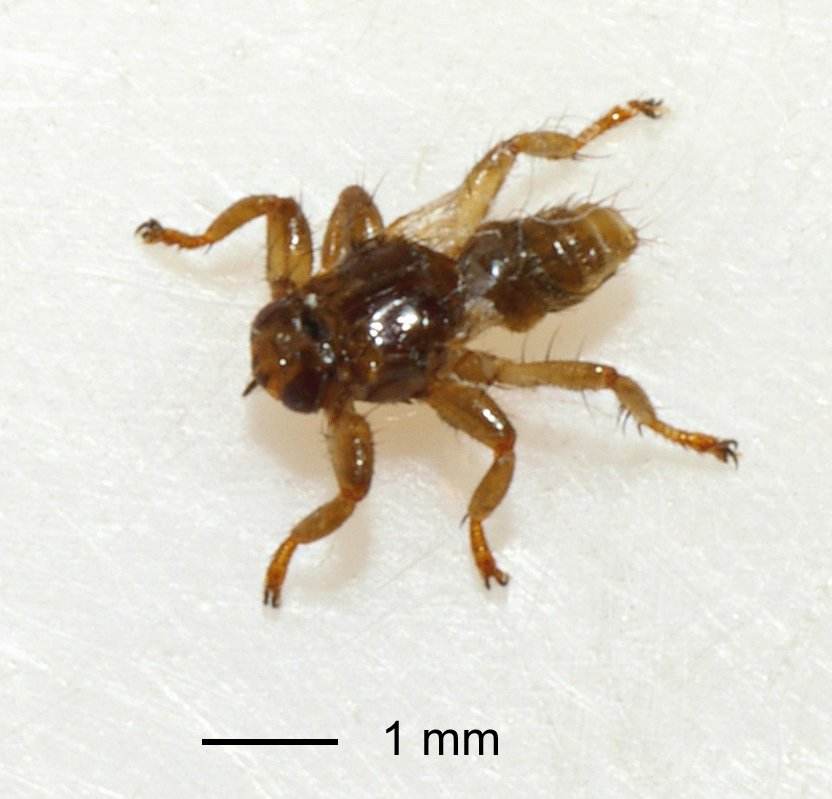
Fluga med avbrutna vingar
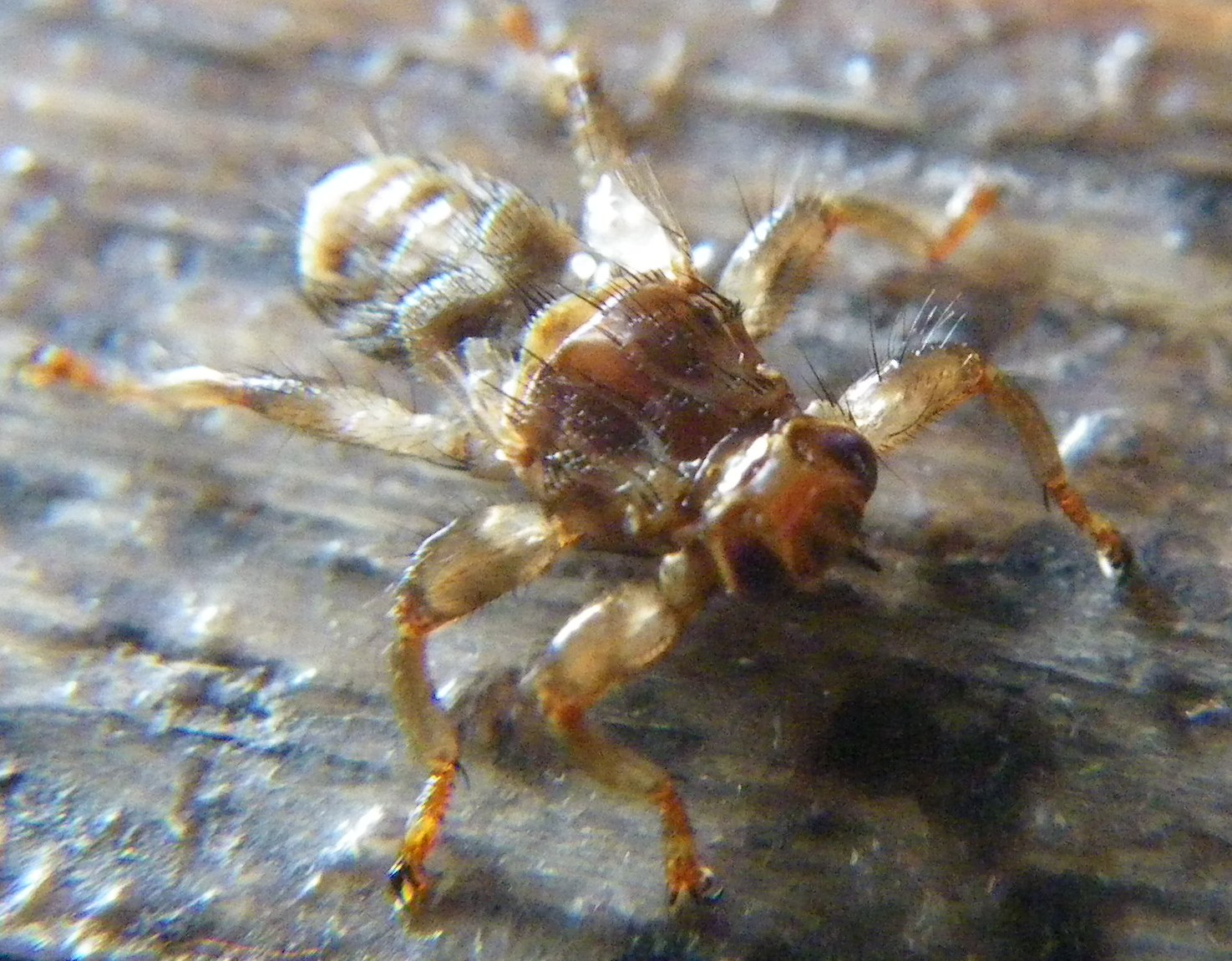
Ytterligare en vinglös fluga
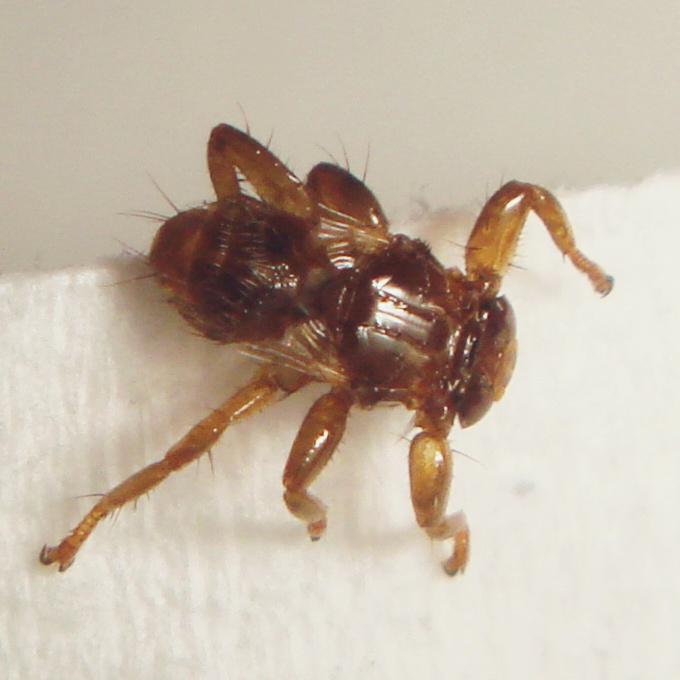
Och ytterligare en vinglös fluga
- En fluga som bryter av sig sina vingar